# Kočkotvární
Kočkotvární (Feliformia) představují společně s psotvárnými (Caniformia) jeden ze dvou recentních podřádů šelem (Carnivora).

## Systematika
Řád šelem byl tradičně dělen do dvou podřádů: suchozemské šelmy (Fissipedia), jež zahrnovaly všechny pozemní druhy šelem, a jako samostatný podřád stáli ploutvonožci (Pinnipedia). Teprve analýzy krevního séra prokázaly, že ploutvonožci představují blízké příbuzné medvědovitých a zavedený parafyletický systém začal být na základě těchto skutečností opouštěn. Převládající systém dělí šelmy na podřády psotvární (Caniformia) a kočkotvární (Feliformia), přičemž kočkotvární v tomto případě zahrnují recentní čeledi nandinie (Nandiniidae), cibetkovití (Viverridae), hyenovití (Hyaenidae), madagaskarské šelmy (Eupleridae), promykovití (Herpestidae), asijští linsangové (Prionodontidae) a kočkovití (Felidae).
Bazálním členem podřádu je čeleď nandinie, s jediným recentním druhem nandinie znamenaná (Nandinia binotata). Původ prvních cibetkovitých je datován do svrchního eocénu, první kočkovití se objevují na začátku oligocénu. Madagaskarské šelmy osídlily ostrov z Afriky v průběhu svrchního oligocénu až raného miocénu. Fylogenetický strom kočkotvárných je uveden níže.

|  | hyenovití (Hyaenidae) Gray, 1821                                                                                           |
|  | |
|  | \| \| madagaskarské šelmy (Eupleridae) Chenu, 1850 \| \| \| \| \| \| promykovití (Herpestidae) Bonaparte, 1845 \| \| \| \| |
|  | |
|  | madagaskarské šelmy (Eupleridae) Chenu, 1850                                                                               |
|  | |
|  | promykovití (Herpestidae) Bonaparte, 1845                                                                                  |
|  | |

|  | madagaskarské šelmy (Eupleridae) Chenu, 1850 |
|  |                                              |
|  | promykovití (Herpestidae) Bonaparte, 1845    |
|  |                                              |

|  | hyenovití (Hyaenidae) Gray, 1821                                                                                           |
|  | |
|  | \| \| madagaskarské šelmy (Eupleridae) Chenu, 1850 \| \| \| \| \| \| promykovití (Herpestidae) Bonaparte, 1845 \| \| \| \| |
|  | |
|  | madagaskarské šelmy (Eupleridae) Chenu, 1850                                                                               |
|  | |
|  | promykovití (Herpestidae) Bonaparte, 1845                                                                                  |
|  | |

|  | madagaskarské šelmy (Eupleridae) Chenu, 1850 |
|  |                                              |
|  | promykovití (Herpestidae) Bonaparte, 1845    |
|  |                                              |

|  | asijští linsangové (Prionodontidae) Horsfield, 1822 |
|  |                                                     |
|  | kočkovití (Felidae) Fischer von Waldheim, 1817      |
|  |                                                     |

|  | hyenovití (Hyaenidae) Gray, 1821                                                                                           |
|  | |
|  | \| \| madagaskarské šelmy (Eupleridae) Chenu, 1850 \| \| \| \| \| \| promykovití (Herpestidae) Bonaparte, 1845 \| \| \| \| |
|  | |
|  | madagaskarské šelmy (Eupleridae) Chenu, 1850                                                                               |
|  | |
|  | promykovití (Herpestidae) Bonaparte, 1845                                                                                  |
|  | |

|  | madagaskarské šelmy (Eupleridae) Chenu, 1850 |
|  |                                              |
|  | promykovití (Herpestidae) Bonaparte, 1845    |
|  |                                              |

|  | hyenovití (Hyaenidae) Gray, 1821                                                                                           |
|  | |
|  | \| \| madagaskarské šelmy (Eupleridae) Chenu, 1850 \| \| \| \| \| \| promykovití (Herpestidae) Bonaparte, 1845 \| \| \| \| |
|  | |
|  | madagaskarské šelmy (Eupleridae) Chenu, 1850                                                                               |
|  | |
|  | promykovití (Herpestidae) Bonaparte, 1845                                                                                  |
|  | |

|  | madagaskarské šelmy (Eupleridae) Chenu, 1850 |
|  |                                              |
|  | promykovití (Herpestidae) Bonaparte, 1845    |
|  |                                              |

|  | asijští linsangové (Prionodontidae) Horsfield, 1822 |
|  |                                                     |
|  | kočkovití (Felidae) Fischer von Waldheim, 1817      |
|  |                                                     |

## Charakteristika

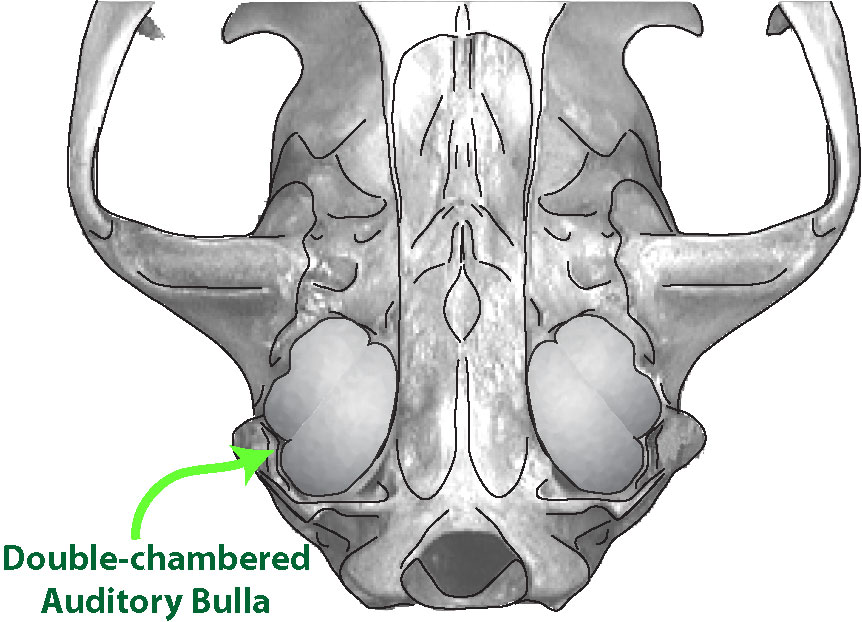
Zadní pohled na lebku kočkotvárných s dvoukomorovou bubínkovou výdutí

Klíčovým morfologickým znakem, kterým se kočkotvární odlišují od psotvárných, je anatomie bubínkové výdutě, kryjící střední a vnitřní ucho. Ta je v případě psotvárných tvořena pouze jedinou kostí, zatímco v případě kočkotvárných bubínková výduť vzniká srůstem dvou kostí, mezi nimiž se vytváří přepážka (septum), výduť tedy bývá dvoukomorová. Problém v tomto případě nastává s klasifikací vyhynulé čeledi Nimravidae, u které byla výduť buďto chrupavčitá, anebo postrádala pravé septum pozorované u ostatních kočkotvárných. Nimravidé bývají klasifikováni jako bazální kočkotvární, někdy jako kmenoví psotvární, případně i jako kmenoví zástupci šelem.